# Сен-Поль (Коррез)
Сен-Поль (фр. Saint-Paul, окс. Sent Pau) — коммуна во Франции, находится в регионе Лимузен. Департамент — Коррез. Входит в состав кантона Ла-Рош-Канийак. Округ коммуны — Тюль.
Код INSEE коммуны — 19235.
Коммуна расположена приблизительно в 410 км к югу от Парижа, в 90 км юго-восточнее Лиможа, в 12 км к юго-востоку от Тюля.

## История
Во время Великой французской революции название коммуны было изменено на Поль (фр. Paul).

## Население
Население коммуны на 2008 год составляло 226 человек.
| 1962 | 1968 | 1975 | 1982 | 1990 | 1999 | 2008 |
| ---- | ---- | ---- | ---- | ---- | ---- | ---- |
| 288  | 310  | 259  | 232  | 236  | 238  | 226  |

## Администрация
| Период | Период | Фамилия            | Партия                              | Примечания |
| ------ | ------ | ------------------ | ----------------------------------- | ---------- |
| 1994   | 2001   | Рене Ше            | Французская коммунистическая партия |            |
| 2001   | 2006   | Жан-Пьер Тинтиньяк | Социалистическая партия             |            |
| 2006   | 2008   | Жан-Пьер Комбре    |                                     |            |
| 2008   |        | Стефани Превоте    |                                     |            |

## Экономика

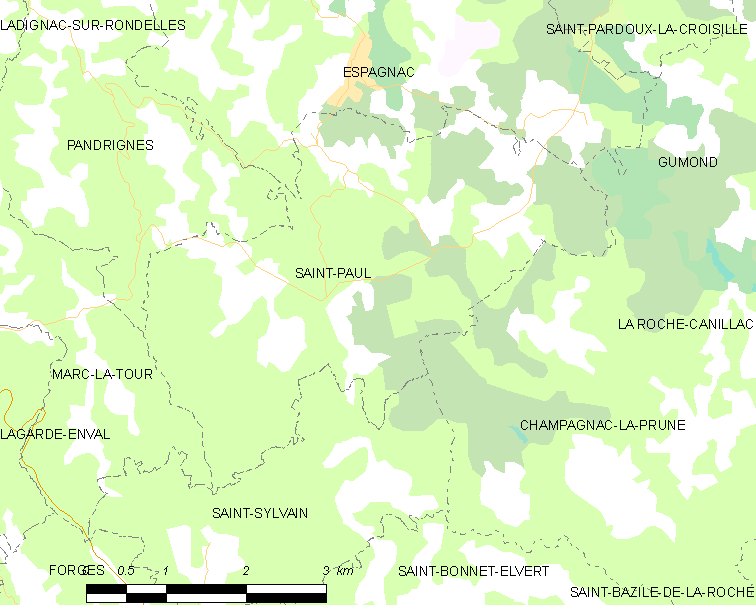
Карта коммуны

В 2007 году среди 146 человек в трудоспособном возрасте (15-64 лет) 104 были экономически активными, 42 — неактивными (показатель активности — 71,2 %, в 1999 году было 68,2 %). Из 104 активных работали 102 человека (54 мужчины и 48 женщин), безработных было 2 (2 мужчин и 0 женщин). Среди 42 неактивных 6 человек были учениками или студентами, 27 — пенсионерами, 9 были неактивными по другим причинам.